# 青山愛 (アナウンサー)
青山 愛（あおやま めぐみ、1988年10月14日 - ）は、国連難民高等弁務官事務所（UNHCR）職員。元テレビ朝日アナウンサー。

## 人物
広島県出身。父の仕事の関係で生後7か月で渡米し、7歳までアメリカ合衆国ニューヨーク州にて生活し、日本に帰国。中学校と高等学校の5年間をアメリカ合衆国テキサス州にて生活し、高等学校2年次に日本へ帰国し、国際基督教大学高等学校へ編入学。卒業後、京都大学経済学部に入学。大学2回生のときにペンシルベニア大学（アメリカ合衆国）に1年間留学。またモンゴルでのボランティア体験やフランスでのホームステイ経験など日本国外での活動経験が多い。
2011年4月、アナウンサーとしてテレビ朝日に入社。同期入社は斎藤康貴。3か月の研修の後に同年7月19日の『速報!甲子園への道』（朝日放送制作）の関東ローカルパートにてアナウンサーとしてデビュー。
2011年8月15日から2014年3月28日までは、『報道ステーション』で3代目の気象キャスターを担当。2012年には、オリコン主催の「第8回好きなお天気キャスターランキング」で第9位に入った。また、2013年度には、テレビ朝日開局55周年記念応援隊の若手女子アナウンサーユニット『ゴーちゃん。GIRLS』に参加していた。
2014年3月31日からは、先輩アナウンサーで2代目の気象キャスター・宇賀なつみの後任として、『報道ステーション』のスポーツキャスターに就任。宇賀が担当していた「朝日新聞」夕刊スポーツ面の連載企画『戦士のほっとタイム』のインタビュアーも引き継ぐ。
朝日新聞夕刊スポーツ面『戦士のほっとタイム』インタビュアー（2014年4月 - 2016年3月）基本として月に1回のペースで掲載。
『報道ステーション』のスポーツキャスターに就任した際、ずっとロングヘアだったという髪を心機一転のためバッサリと20センチも切りショートボブにした。その後は再び髪を伸ばしロングヘアに戻っている。
2016年4月13日から2017年3月29日まで、バラエティ番組『マツコ&有吉の怒り新党』に出演した。
2017年1月8日から6月25日まで、『いま世界は』（BS朝日）で、初めて報道キャスターを務めていた。
2017年6月26日、同月いっぱいの出演をもって退社することを報告。併せて修士取得を目指し、ジョージタウン外交大学院へ進学することを発表し、同年8月より日本財団国際フェローシップ第7期フェローとして渡米。研究テーマは「国際社会のジェンダーイシューの考察および女性権利向上のための包括的広報戦略の立案」。
2020年2月から、国連難民高等弁務官事務所 (UNHCR) の渉外担当官を務めている。幼い頃に海外で過ごした経験から、中学生の時から「いつかは国際機関で働いてみたい、国際公益のために働きたい」という憧れはずっと抱いていたと本人が語っている。
2021年夏に開催された東京パラリンピックでは難民選手団とともに選手村に滞在し、大会に出場する選手のサポートに努めた。
2023年9月からはパリのユネスコ（国連教育科学文化機関）で働く。

## 出演・担当番組

### テレビ朝日アナウンサー時代
- 報道ステーション

3代目天気キャスター（2011年8月15日 - 2014年3月28日）
3代目スポーツキャスター（2014年3月31日 - 2016年3月31日）
- 速報!甲子園への道（2011年、朝日放送）- テレビ朝日が制作する関東ローカルパートのキャスターを担当。
- 全国高校野球選手権大会中継（2011年、朝日放送）- 「燃えろ!ねったまアルプス」リポーターを担当。
- ゴーちゃん。GIRL'S TV
- スポーツサンデー（2016年4月10日 - 12月25日）- MC
- マツコ&有吉の怒り新党（2016年4月13日 - 2017年3月29日）- 庶務
- いま世界は（2017年1月8日 - 6月25日、BS朝日）- キャスター
- クイズプレゼンバラエティー Qさま!!（不定期）
- ANNニュース（年末年始特別編成時）

### 国連難民高等弁務官事務所の職員として
- news23（2022年12月19日、TBS）- リモートで出演。ウクライナ侵攻に伴い、現地で住む人の生活について伝えた。
- NHK NEWS おはよう日本（2023年3月1日）- ウクライナ現地報告担当官として活動する様子が特集された[17]。